# Andrea Solario

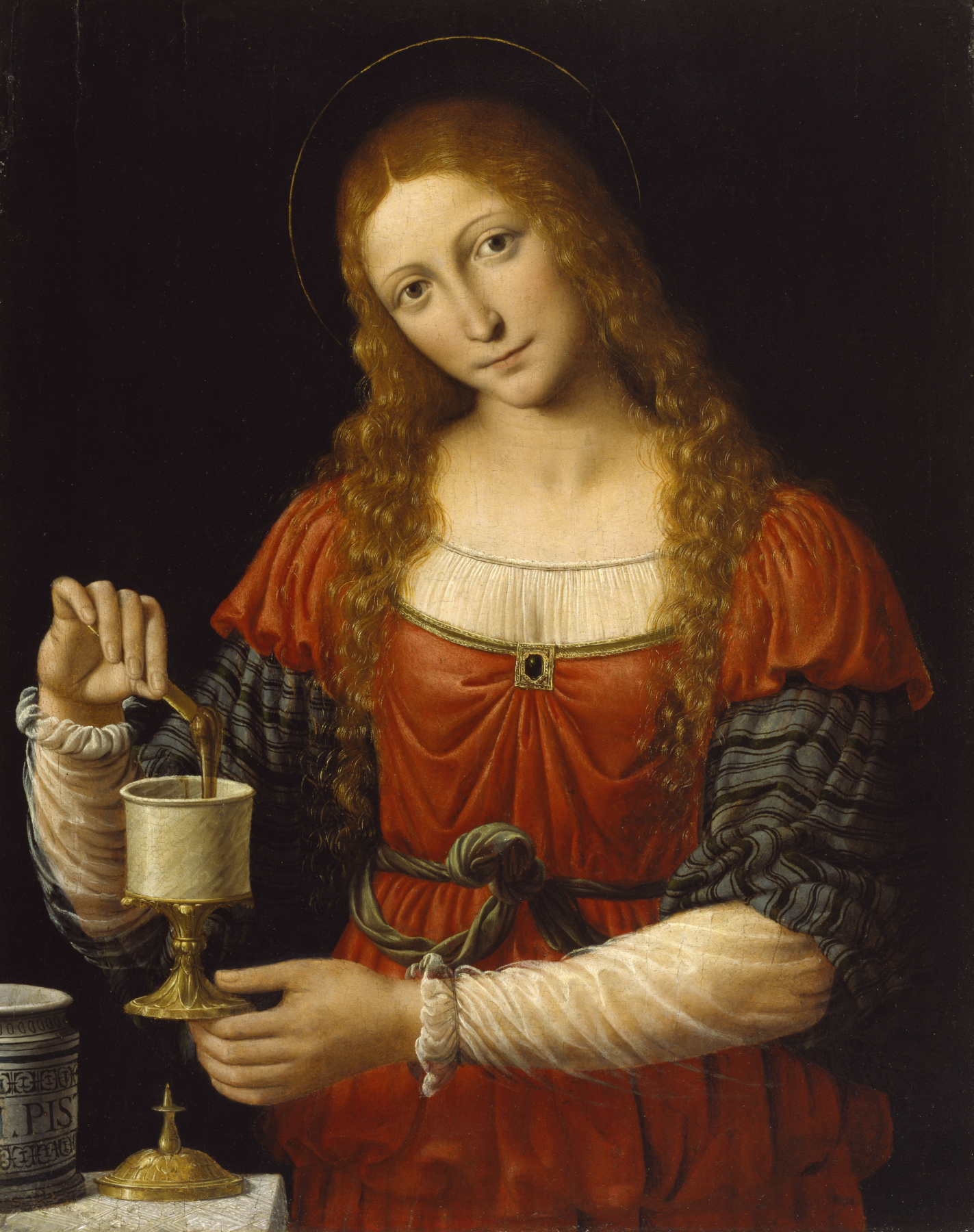
Maria Magdalena, framställd av Andrea Solario.

Andrea Solario eller Solari, född omkring 1460 i Milano, död där omkring 1524, var en italiensk målare. Han var bror till Cristoforo Solari.
Solario var elev till Lionardo da Vinci. I Venedig, dit han begav sig 1490, tog han starka intryck av Giovanni Bellini, men började efter sin återkomst till födelsestaden imitera Lionardo. Solario sändes av marskalk de Chaumont till Frankrike för att måla kapellet i Gaillon i Normandie, varmed han höll på till 1509. Jämte Bernardino Luini ansågs Solario vara Lionardos bäste lärjunge. Många av hans tavlor bevaras ännu, bland andra ett präktigt mansporträtt (i Londons nationalgalleri), Johannes döparens huvud (i Louvren) och Den törnekrönte Kristus (i Poldi-Pezzoli-museet i Milano).

## Galleri

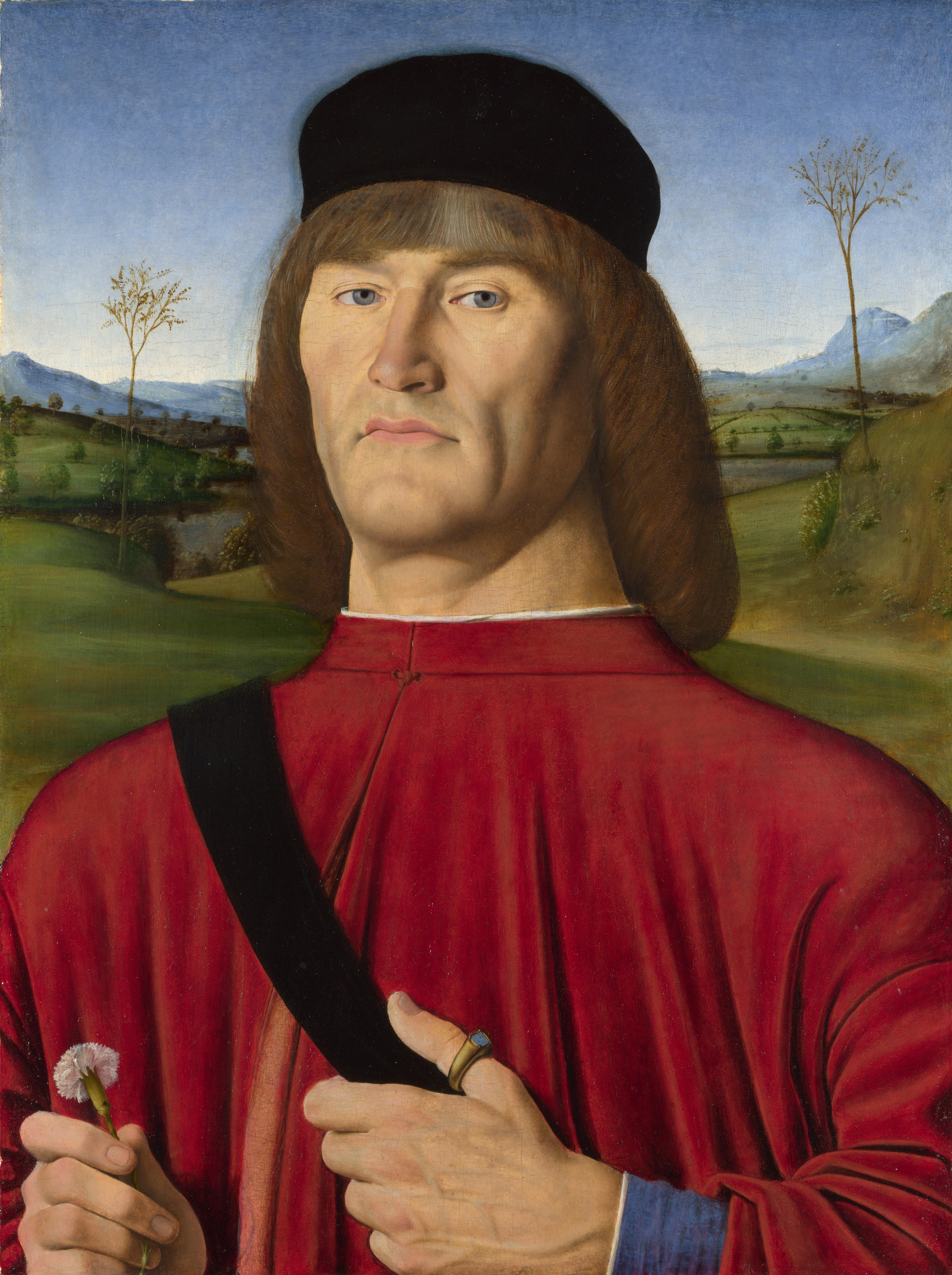
Mansporträtt
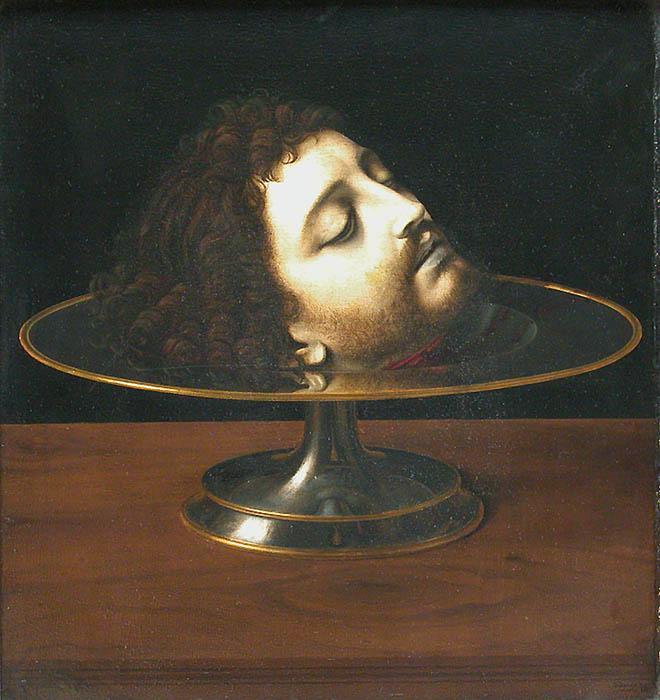
Johannes döparens huvud
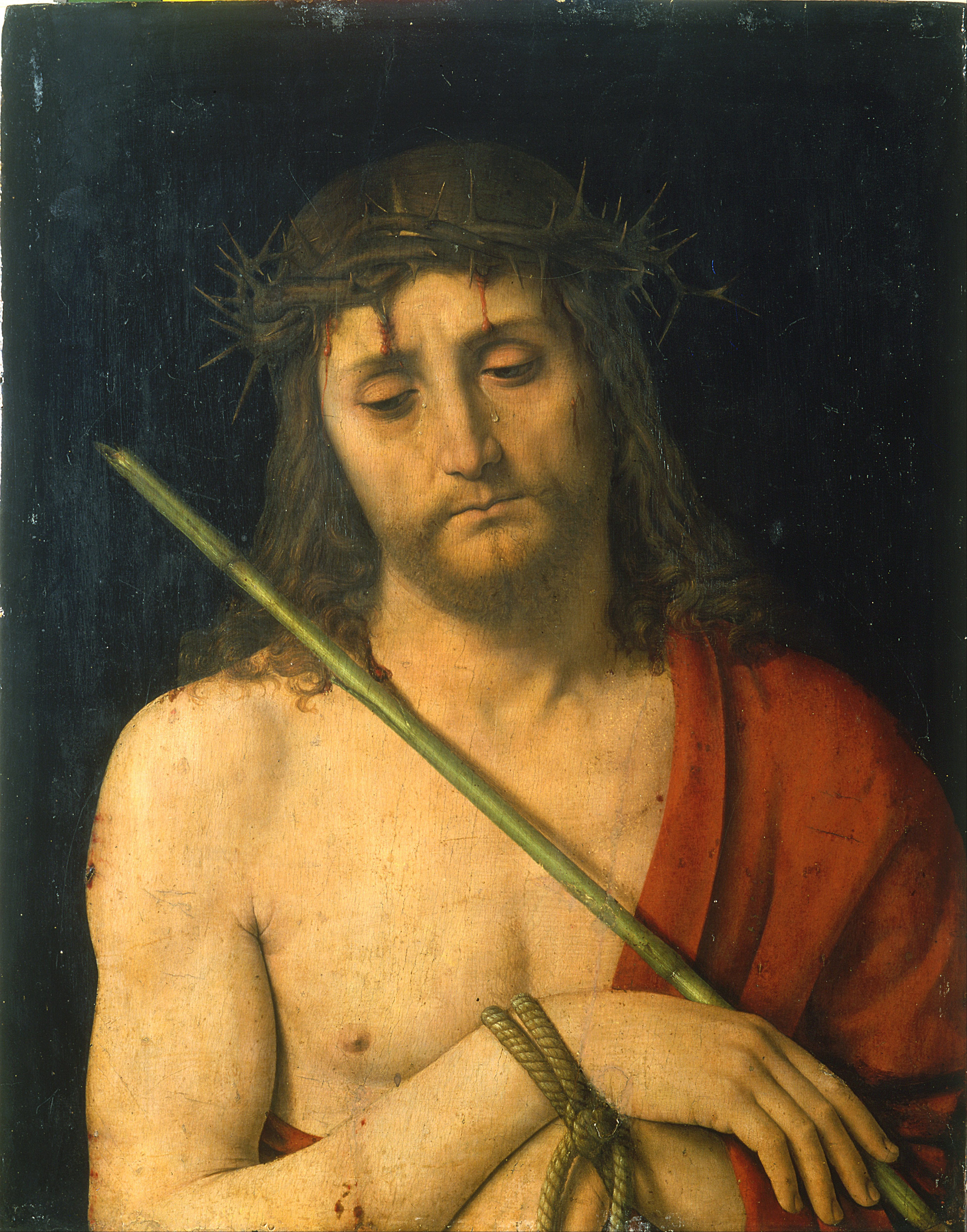
Den törnekrönte Kristus